# Sztafeta 4 × 100 metrów

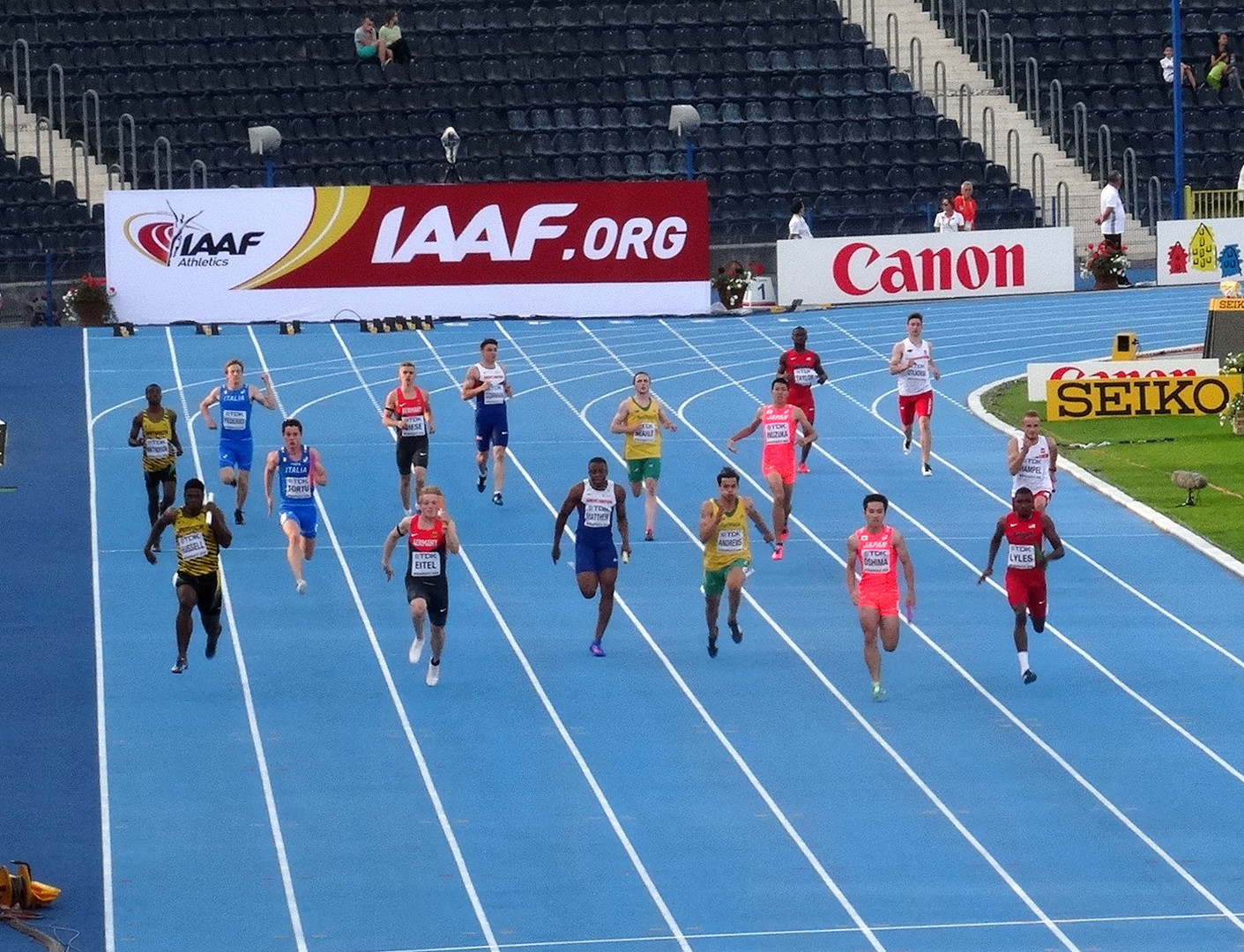
Zmiana podczas sztafety 4 x 100 metrów mężczyzn podczas Mistrzostw Świata Juniorów w Lekkoatletyce 2016 w Bydgoszczy

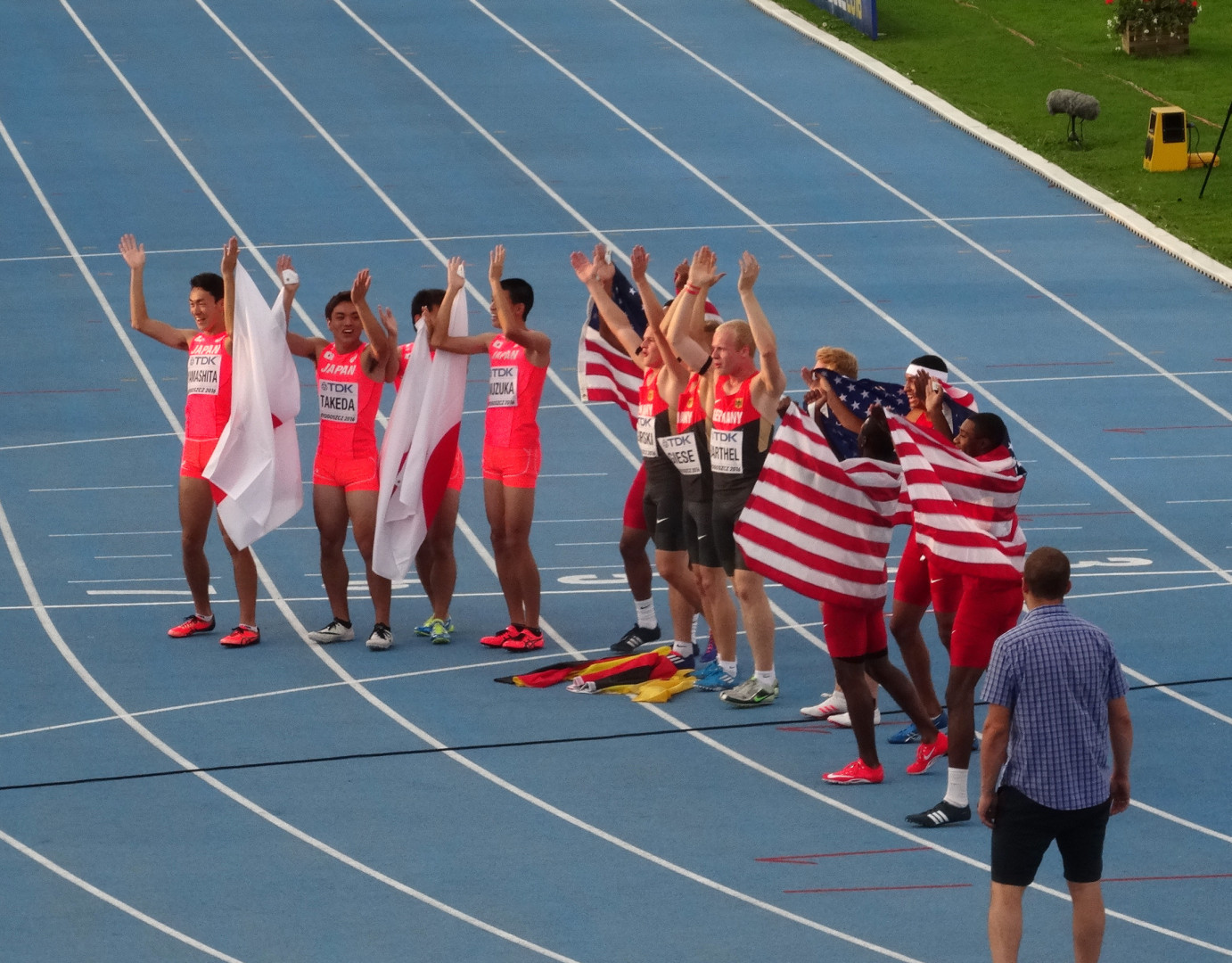
Medaliści biegu sztafetowego

Sztafeta 4 × 100 metrów – konkurencja lekkoatletyczna, jeden z dwóch rodzajów biegów sztafetowych rozgrywanych na międzynarodowych zawodach lekkoatletycznych (drugi to sztafeta 4 × 400 metrów).

## Najszybsze sztafety
Biorąc pod uwagę tylko najlepszy wynik sztafety z danego kraju:

### mężczyźni
(stan na 9 sierpnia 2024 r.)
- źródło: 4x100 Metres Relay – men – senior – outdoor [online], worldathletics.org [dostęp 2025-05-10] (ang.).

### kobiety
(stan na 25 sierpnia 2023 r.)
- źródło: 4x100 Metres Relay – women – senior – outdoor [online], worldathletics.org [dostęp 2025-05-11] (ang.).

## Polscy finaliści olimpijscy

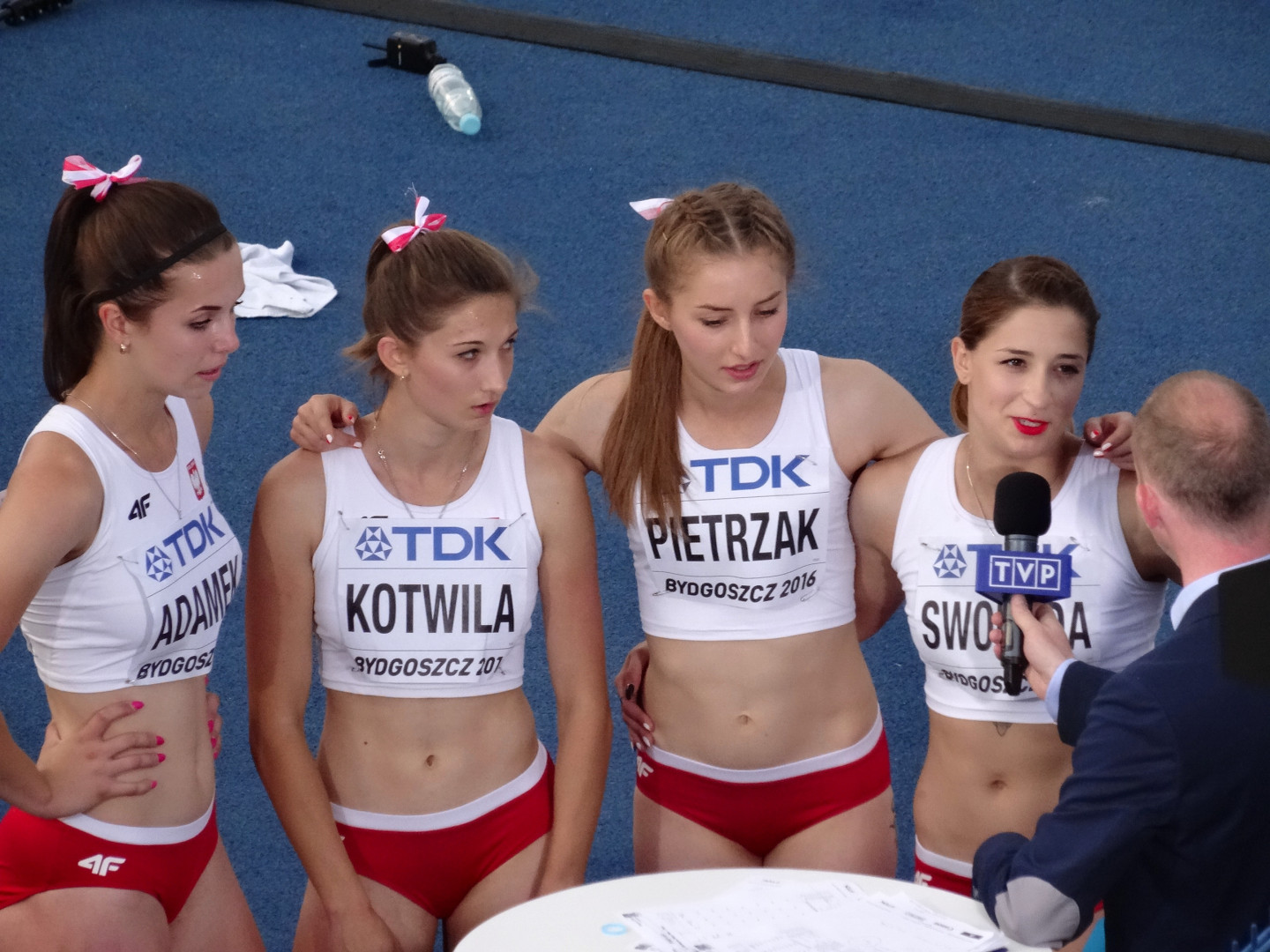
Polska sztafeta 4 x 100 metrów kobiet podczas Mistrzostw Świata Juniorów w Lekkoatletyce 2016 w Bydgoszczy

### mężczyźni
- 2. Andrzej Zieliński, Wiesław Maniak, Marian Foik, Marian Dudziak 39.36e 1964
- 2. Krzysztof Zwoliński, Zenon Licznerski, Leszek Dunecki, Marian Woronin 38.33 1980
- 4. Andrzej Świerczyński, Marian Woronin, Bogdan Grzejszczak, Zenon Licznerski 38.83 1976
- 5. Zbigniew Tulin, Łukasz Chyła, Marcin Jędrusiński, Marcin Urbaś 38.54 2004
- 6. Marian Foik, Janusz Jarzembowski, Edward Szmidt, Zenon Baranowski 40.75e 1956
- 6. Stanisław Wagner, Tadeusz Cuch, Jerzy Czerbniak, Zenon Nowosz 39.03 1972
- 8. Wiesław Maniak, Edward Romanowski, Zenon Nowosz, Marian Dudziak 39.22e 1968
- 8. Marcin Nowak, Marcin Urbaś, Piotr Balcerzak, Ryszard Pilarczyk 38.96 2000

### kobiety
- 1. Teresa Ciepły, Irena Kirszenstein-Szewińska, Halina Górecka, Ewa Kłobukowska 43.69e 1964
- 3. Teresa Ciepły, Barbara Janiszewska, Celina Jesionowska, Halina Górecka 45.19e 1960
- 6. Joanna Smolarek, Jolanta Janota, Ewa Pisiewicz, Agnieszka Siwek 43.93 1988
- 7. Lucyna Langer, Elżbieta Stachurska, Zofia Bielczyk, Grażyna Rabsztyn 43.59 1980
- 8. Helena Fliśnik, Barbara Bakulin, Urszula Jóźwik, Danuta Jędrejek 44.20 1972
- dyskw. Ewelina Klocek, Daria Korczyńska, Dorota Jędrusińska, Joanna Kocielnik b.w.[1]2008

## Polscy finaliści mistrzostw świata

### mężczyźni
- 4. Paweł Stempel, Dariusz Kuć, Robert Kubaczyk, Kamil Kryński 38.50 2011
- 5. Marcin Krzywański, Piotr Balcerzak, Marcin Urbaś, Marcin Nowak 38.70 1999
- 5. Piotr Balcerzak, Łukasz Chyła, Marcin Nowak, Marcin Urbaś oraz Marcin Krzywański i Marcin Jędrusiński (el. i pf.) 38.96 2003
- 6. Krzysztof Zwoliński, Zenon Licznerski, Czesław Prądzyński, Marian Woronin 38.72 1983
- 6. Ryszard Pilarczyk, Łukasz Chyła, Piotr Balcerzak, Marcin Jędrusiński oraz Marcin Urbaś (el. i pf.) 39.71 2001
- DNF Michał Bielczyk, Łukasz Chyła, Marcin Jędrusiński, Dariusz Kuć 2007

### kobiety
- 7. Zuzanna Radecka, Irena Sznajder, Monika Borejza, Joanna Niełacna oraz Marzena Pawlak (el.) 43.51 1999
- 8. Iwona Dorobisz, Daria Onyśko, Dorota Dydo, Iwona Brzezińska 43.49 2005
- 8. Marta Jeschke, Daria Korczyńska, Dorota Jędrusińska, Ewelina Klocek 43.57 2007

## Najlepsze wyniki uzyskane na ostatniej zmianie

### mężczyźni
|     | czas | zawodnik          | państwo           | data i miejsce       |
| --- | ---- | ----------------- | ----------------- | -------------------- |
| 1.  | 8,65 | Usain Bolt        | Jamajka           | 2015 Nassau (Bahamy) |
| 2.  | 8,68 | Asafa Powell      | Jamajka           | 2008 Pekin           |
| 3.  | 8,70 | Carl Lewis        | Stany Zjednoczone | 1987 Indianapolis    |
| 4.  | 8,70 | Usain Bolt        | Jamajka           | 2012 Londyn          |
| 5.  | 8,71 | Usain Bolt        | Jamajka           | 2010 Pensylwania     |
| 6.  | 8,73 | Usain Bolt        | Jamajka           | 2013 Moskwa          |
| 7.  | 8,74 | Usain Bolt        | Jamajka           | 2016 Rio de Janeiro  |
| 8.  | 8,77 | Noah Lyles        | Stany Zjednoczone | 2019 Doha            |
| 9.  | 8,80 | Usain Bolt        | Jamajka           | 2011 Daegu           |
| 10. | 8,80 | Joseph Fahnbulleh | Liberia           | 2021 Floryda         |